# Кріс Пенсо
Кріс Пенсо (28 квітня 1982, Довер, штат Огайо) — арбітр, який судить у Major League Soccer.

## Кар'єра
Пенсо виріс у Довре, штат Огайо, і, вивчаючи бухгалтерський облік в Університеті штату Кент, безуспішно балотувався на посаду мера міста. Суддівством він почав займатися в 1997 р., а також працював в Управлінні транспортної безпеки та в Дорожному патрулі штату Огайо. У 2006 р. він звільнився з патрульної служби штату, щоб стати професійним арбітром, а у 2011 р. провів свій перший матч у MLS.
Пенсо був включений у список ФІФА у 2013 році, а його перше міжнародне призначення відбулося 30 січня 2013 року, коли він судив матч між Мексикою та Данією. Він обіймав посаду арбітра ФІФА до 2015 року. У 2021 році Пенсо був доданий до списку ФІФА, як VAR арбітр.

## Міжнародні матчі
| Дата              | Місце проведення | Матч                    | Результат | Турнир      | ЖК | YK · RK | RK |
| ----------------- | ---------------- | ----------------------- | --------- | ----------- | -- | ------- | -- |
| 30 січня 2013     | Фінікс           | Мексика — Данія         | 1 – 1     | товариський | 3  | 0       | 0  |
| 28 травня 2013    | Едмонтон         | Канада — Коста-Рики     | 0 – 1     | товариський | 2  | 0       | 2  |
| 31 жовтня 2013    | Сан-Дієго        | Мексика — Фінляндія     | 4 – 2     | товариський | 1  | 0       | 0  |
| 3 червня 2014     | Тампа            | Коста-Рики — Японія     | 1 – 3     | товариський | 3  | 0       | 0  |
| 9 вересня 2014    | Коммерс-Сіті     | Болівія — Мексика       | 0 – 1     | товариський | 2  | 0       | 1  |
| 19 листопада 2014 | Панама           | Панама — Канада         | 0 – 0     | товариський | 3  | 1       | 0  |
| 31 травня 2015    | Вашингтон        | Гондурас — El Сальвадор | 2 – 0     | товариський | 4  | 0       | 1  |
| 8 вересня 2015    | Гаррісон         | Колумбія — Перу         | 1 – 1     | товариський | 5  | 0       | 0  |
| 14 жовтня 2015    | Вашингтон        | Канада — Гана           | 1 – 1     | товариський | 3  | 0       | 0  |

## Особисте життя
Дружина Пенсо, Торі, є професійним арбітром. У 2020 році вона стала першою жінкою, яка судила матч Вищої футбольної ліги за 20 років. Вона також судила фінал Чемпіонату світу з футболу серед жінок 2023 року, який виграла Іспанія.
У подружжя три доньки.